# Phymatosmylus caprorum
Phymatosmylus caprorum är en insektsart som beskrevs av Adams 1969. Phymatosmylus caprorum ingår i släktet Phymatosmylus och familjen vattenrovsländor. Inga underarter finns listade i Catalogue of Life.